# Aki-Petteri Berg
Aki-Petteri Berg, född 28 juli 1977 i Reso, Egentliga Finland, är en finländsk före detta professionell ishockeyspelare. Hans moderklubb är RNK.